# Bobirjon Akbarov
Bobirjon Akbarov (Andijan, 14 febbraio 1989) è un calciatore uzbeko, difensore svincolato.

## Carriera
Ha giocato nella massima serie dei campionati uzbeko e malaysiano.

## Palmarès

### Club

#### Competizioni nazionali
- Supercoppa dell'Uzbekistan: 1

Bunyodkor: 2014
- Liga Premier: 1

Kuala Lumpur: 2017